# Tindaria miniscula
Tindaria miniscula är en musselart som beskrevs av Saunders och Allen 1977. Tindaria miniscula ingår i släktet Tindaria och familjen tandmusslor. Inga underarter finns listade i Catalogue of Life.